# Ганс Мегліх
Ганс Мегліх (нім. Hans Möglich; 29 січня 1916, Позен — 14 квітня 1943, Біскайська затока) — німецький офіцер-підводник, капітан-лейтенант крігсмаріне.

## Біографія
5 квітня 1935 року вступив на флот. З грудня 1939 року — вахтовий офіцер на торпедному катері «Альбатрос». З жовтня 1940 по березень 1941 року пройшов курс підводника. З 11 червня 1941 року — 1-й вахтовий офіцер на підводному човні U-130. В квітні-червні 1942 року пройшов курс командира човна. З 12 серпня 1942 року — командир U-526. 11 лютого 1943 року вийшов у свій перший і останній похід. 14 квітня 1943 року U-526 підірвався на англійській міні в Біскайській затоці під Лор'яном (47°41′ пн. ш. 03°22′ зх. д.) і потонув. 12 членів екіпажу були врятовані, 42 (включаючи Мегліха) загинули.

## Звання
- Кандидат в офіцери (5 квітня 1935)
- Морський кадет (25 вересня 1935)
- Фенріх-цур-зее (1 липня 1936)
- Оберфенріх-цур-зее (1 січня 1938)
- Лейтенант-цур-зее (1 квітня 1938)
- Оберлейтенант-цур-зее (1 жовтня 1939)
- Капітан-лейтенант (1 липня 1942)

## Нагороди
- Медаль «За вислугу років у Вермахті» 4-го класу (4 роки)
- Залізний хрест 2-го класу
- Нагрудний знак підводника